# Raymond Sommer
Raymond Sommer (31. srpna 1906, Mouzon, Francie – 10. září 1950, Cadours, Francie) byl francouzský pilot Formule 1.

## Životopis
Raymond Sommer se narodil v Mouzoun, malém městě ve francouzských Ardenách. Jeho rodina se živila výrobou koberců, a byla to právě prosperita obchodu s koberci, která umožnila Raymondovi začít se závody.
Jeho závodní kariéra začala v roce 1930 za volantem 4,7litrového Chrysleru Imperial na Grand Prix Picardie. První úspěch se dostavil o rok později, když vyhrál neomezenou třídu v závodě 24 hodin ve Spa. V roce 1932 si koupil vůz Alfa Romeo 8C „Mille Miglia“ a spolu s Luigim Chinettim zvítězil v závodě 24 hodin Le Mans. Kromě vozu „Mille Miglia“ koupil i vůz „Monza“, se kterým se účastnil závodů v druhé polovině roku 1932. Sezónu zakončil vítězstvím v Grand Prix Marseilles, když dokázal porazit takové hvězdy jako byl Tazio Nuvolari s vozem Alfa Romeo Tipo B/P3 nebo Guy Moll na voze Bugatti. Sezónu 1933 zahájil s novým vozem Maserati 8CM, ale po několika závodech se vrátil k osvědčenému vozu Monza a založil tým s dalším nadějným pilotem Jeanem Pierre Wimillem. Získali několik dobrých umístění, ale žádné vítězství. Vše si vynahradil na trati v Le Mans, kde spolu s Nuvolarim obhájil vítězství.
S příchodem roku 1934 se Sommer trápil s vozem Maserati 8CM, který se potýkal s mechanickými problémy. Pro rok 1935 se rozhodl koupit Alfu Romeo Tipo B/P3 z roku 1932 od stáje Ferrari. Dokázal vyhrát v Commingers a také Grand Prix UMF v Montlhery. Starší vůz P3 ho velice nadchl a proto s ním pokračoval i v roce 1936 a v následující sezóně se připojil ke stáji Ferrari a dostal příležitost jezdit s vozem 12C 4000.
Rok 1936 byl pro Sommera úspěšný. Jako odezvu na německou nadvládu v závodech Grand Prix vytvořili Francouzi svůj vlastní šampionát a to byla příležitost i pro Raymonda. Velká cena Francie byla také ve znamení francouzské nadvlády z 39 přihlášených byly tři Bugatti tři Talboty a devět vozů Delahaye. Sommer měl hájit barvy Talbotu, ale v posledním okamžiku se rozhodl pro Bugatti spolu s Wimillem. Jak se později ukázalo, bylo to rozhodnutí moudré. Talbot se brzo po startu začal propadat startovním polem a postupně odstupoval pro technické poruchy. Velká cena Francie se tedy stala soubojem Delahaye a Bugatti. Sommer musel několikrát do boxu pro potíže s brzdami, ale dokázal odrazit útoky soupeřů. V osmihodinovém závodě ho vystřídal Wimille a dovedl jejich Bugatti vítězně do cíle.
Pro závod 24 hodin ve Spa se Sommer přidal k Farinovi, Severimu a Sienimu v Týmu Enza Ferrariho. S vozy Alfa Romeo 8C 2900 dokázal vést před Farinou ale později musel odstoupit. Po zbytek roku se dohadoval s francouzskými úřady o věrohodnosti koupě vozu Alfa Romeo do soukromého vlastnictví.

## Mistr Francie
V roce 1937 byly vozy 8C a 12C mimo hru stejně jako P3, Raymond Sommer zůstal bez vozu formule 1 a tak znovu hledal útěchu v kategorii sportovních vozů. Po roztržce v továrním týmu Talbotu mezi vedením a Dreyfusem, který odešel do týmu Ecuire Bleue, se Sommer stal hlavní postavou v týmu Talbot. A hned na Grand Prix Pau svedl tuhý boj s Wimillem na Bugatti.
Pří Grand Prix Tunisu to vypadalo podobně jako v Pau, ale k velkému překvapení Wimilleho Bugatti v posledním kole zůstalo stát se suchou nádrží a překvapenému Sommerovi „spadlo vítězství do klína“. Grand Prix Marseilles se stala dalším klasickým duelem mezi Wimillem a Sommerem.
V závodě v Le Mans nastoupil za Alfu Romeo. Bezprostředně po startu se ujal vedení, které si udržel až do 10 kola, kdy musel odstoupit. Následující Grand Prix Francie byla pro Raymonda značně frustrující, nejprve byl diskvalifikován ve zmateném zahřívacím kole, posléze se dostavil problém s motorem. I přes neúspěch v závěru sezóny, se Raymond Sommer stal mistrem Francie roku 1937 a získal 10 000 franků.
V roce 1938 Scuderia Ferrari převzala vozy Alfa Corsa, Raymond Sommer závodil ve dvou závodech na Alfě 158, která v té době byla ještě dosti nespolehlivá a tak oba závody nedokončil. Ve sportovních vozech jezdil za volantem Talbotu, ale i toto spojeni nepřineslo nijak oslnivé výsledky. Sommer se rozhodl odejít k Alfě Romeo a následující závody v 24 h v Le Mans a 24 h v Spa, kroužil většinu závodu v čele. Technické problémy mu však nedovolily ani jeden závod dokončit.

## Poválečné období
Koncem války si Sommer pořídil Maserati 4CL a na okruhu St Cloud stál v první řadě na startu a byl tak vážným konkurentem vozů Alfa Romeo 158 a v závodě je dokonce porazil.
Když se Ferrari znovu vrátilo na závodní dráhu byl Sommer prvním neitalským pilotem v týmu. To vše se stalo v roce 1948 na Grand Prix Torina a Sommer vybojoval třetí místo za Villoresim a Wimillem. Rok 1949 započal s vozem Ferrari, ale v polovině sezóny si opatřil soukromý vůz Talbot s kterým zvítězil v Montlhery. Krom toho byl velmi úspěšný i ve formuli 2 s vozem Gordini.
V roce 1950 Sommer slavil úspěch v počátku sezóny a dostal nabídku od BRM. Zúčastnil se s ním jen Grand Prix Bari. Grand Prix Belgie na trati Spa. Sommer nastoupil s nejrychlejším vozem Talbot a dokázal se vyrovnat času Villoresiho na rychlém Ferrari a stál vedle něj na startu. Hned po startu se do čela prodraly všechny čtyři Alfy a za nimi Villoresi a Sommer. V pátém kole Sommer předjel Villoresiho a dotahoval se na čtveřici uprchlíků. Alfy postupně přenechávaly místa Sommerovi, když musely do boxu k doplnění paliva. Prakticky až do 20 kola se piloti Alfy Romeo museli prát o místa s Talbotem Sommera, pak přišla smrtelná rána pro jeho vůz a Raymond musel odstoupit.
Druhou událostí pro Sommera byla International Trophy na trati v Silverstone. Raymond Sommer se rozhodl, že se zúčastní všech tří kategorií. A tak ve třídě sportovních vozů hájil barvy vozu Aston Martin a ve Formuli 3 kroužil v monopostu upraveného Ferrari F2 a kategorii s přehledem vyhrál. Následující víkend 10. září se závodilo v Cadour ve Francii. Raymond si půjčil vůz od týmu Cooper. Závod byl rozdělen do dvou rozjížděk a finálové jízdy. Sommer vyhrál svou rozjížďku. Ve finálové jízdě kroužil v čele až do pátého kola, kdy nezvládl vůz v zatáčce a smrtelně se zranil.

## Vítězství
- 1932 – 24 h Le Mans 1932 Alfa Romeo
- 1933 – 24 h Le Mans 1933 Alfa Romeo
- 1936 – Grand Prix Francie 1936 Alfa Romeo sportovní vozy
- 1946 – Grand Prix St. Cloud 1946
- 1948 – Grand Prix Reims 1948 Ferrari Formule 2
- 1950 – Grand Prix Roubaix 1950 Cooper Formule 2
- 1950 – Grand Prix Aix-les-Bains 1950 Cooper Formule 2
- 1950 – Grand Prix Bremgarten 1950 Cooper Formule 2

## Tituly
- 1937 – Mistr Francie

## Formule 1
- 1950 13. místo 3 body Ferrari, Talbot

- 5 Grand Prix
- 0 Vítězství
- 0 Pole positions
- 0 Nejrychlejších kol
- 0 Podium
- 3 body

## Nejlepší umístění v mistrovství světa
- 1950 4. místo Grand Prix Monaka 1950